# Heilbronner Volksfest

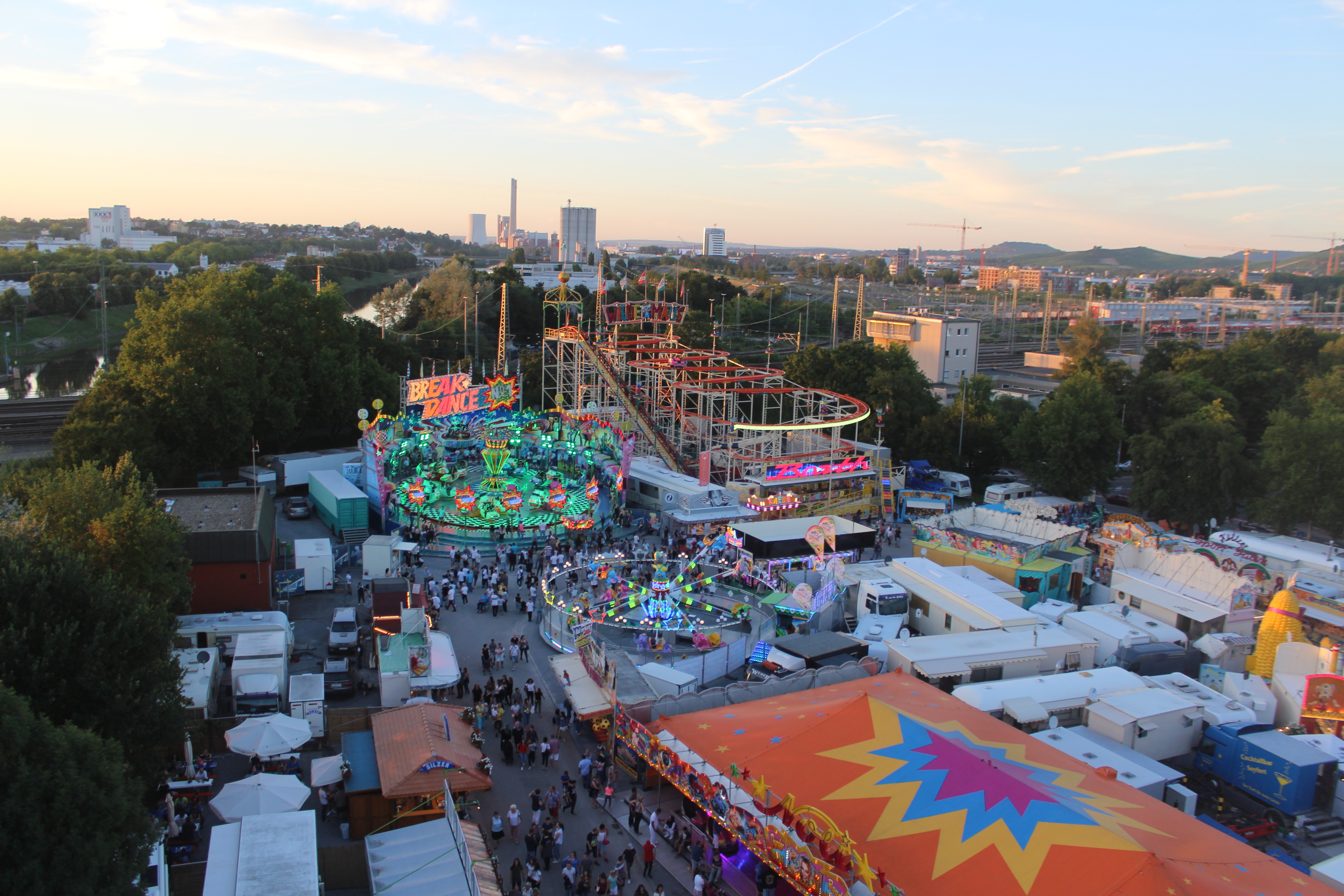
Volksfest vom Riesenrad aus (2017)

Das Heilbronner Volksfest ist das größte Volksfest in Heilbronn und eines der größten in Baden-Württemberg.
Das Volksfest findet auf der Heilbronner Theresienwiese statt. Während es größer früher jedes Jahr am letzten Freitag im Juli begann und am zweiten Montag im August endete, findet es jetzt schon Anfang Juli statt und dauert nur wenige Tage. Es blickt auf eine Tradition bis zum Jahr 1926 zurück, als erstmals eine jährliche Vergnügungswoche stattfand, die nach 1929 zwar wieder eingestellt, aber ab 1933 als Heilbronner Volksfest wieder aufgenommen wurde. Nach der Unterbrechung durch den Zweiten Weltkrieg findet das Fest seit 1947 wieder jährlich statt.
Die Bewirtung im gegenwärtig für etwa 3000 Personen ausgerichteten Festzelt übernimmt seit 1956 der Gastro-Dienstleister Göckelesmaier, der als Generalunternehmer zahlreiche Volksfeste abwickelt, u. a. auch in Tübingen und Ulm. Lange Zeit wurde Bier der Heilbronner Marke Cluss ausgeschenkt. Von 2001 bis 2008 kam ein spezielles Unterländer Volksfestbier der Marke Palmbräu zum Ausschank. Wegen der durch die Insolvenz von Palmbräu bedingten unsicheren Belieferung wurde der Vertrag gekündigt. Seit 2009 wird das Volksfestbier von Haller Löwenbräu geliefert.
Bis 2015 hieß das Fest Unterländer Volksfest. Die Heilbronn Marketing GmbH beschloss danach, den Namen des Volksfestes an die Vermarktung des Heilbronner Umlandes als Heilbronner Land anstelle von Unterland anzupassen. Das Heilbronner Volksfest ist etwa halb so groß wie das Stuttgarter Frühlingsfest und wird alljährlich von über 200.000 Gästen besucht, 2009 waren es 235.000, in früheren Jahren bis zu 300.000.

## Unterländer Volksfest 2006

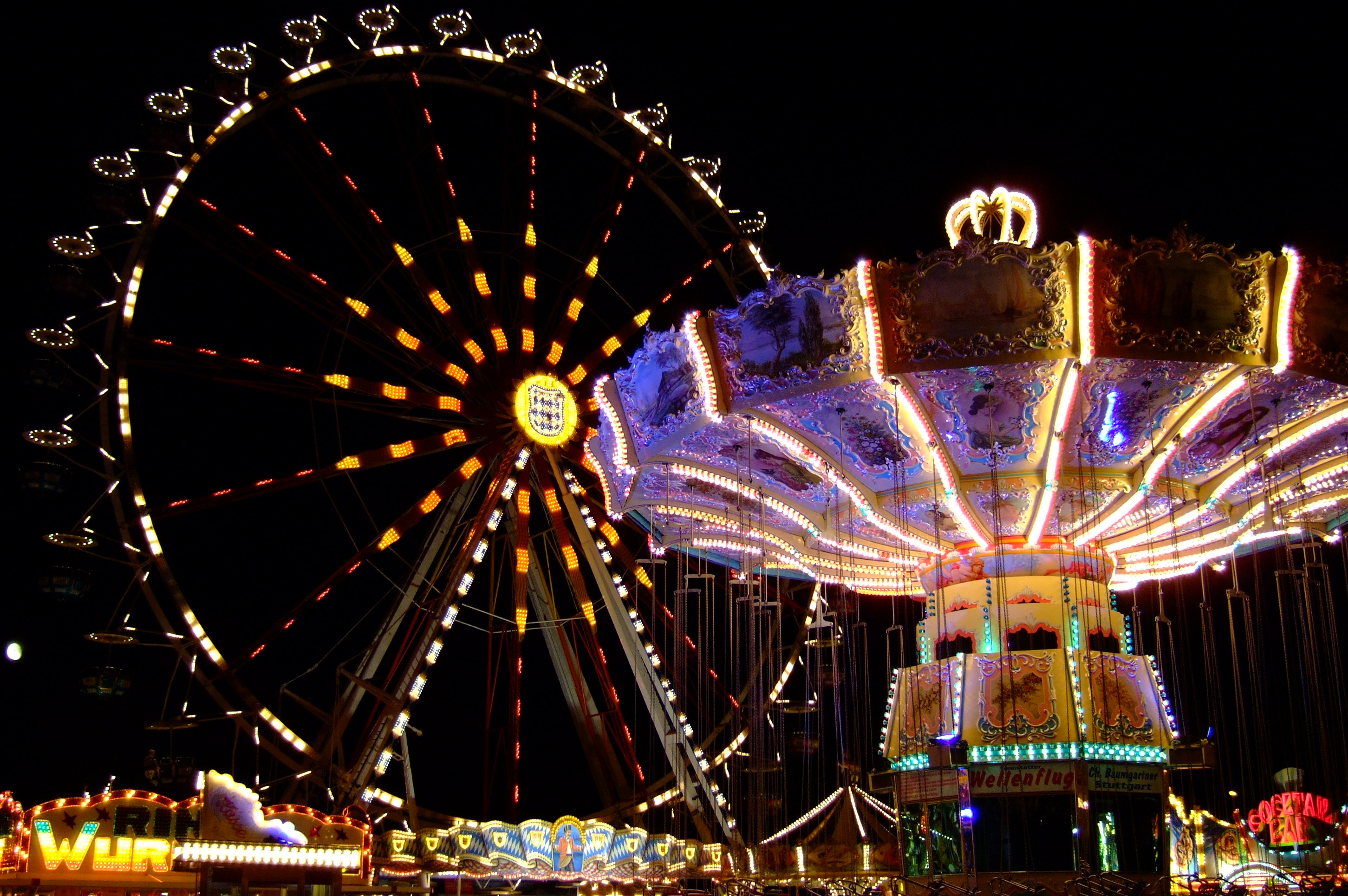
Unterländer Volksfest 2006
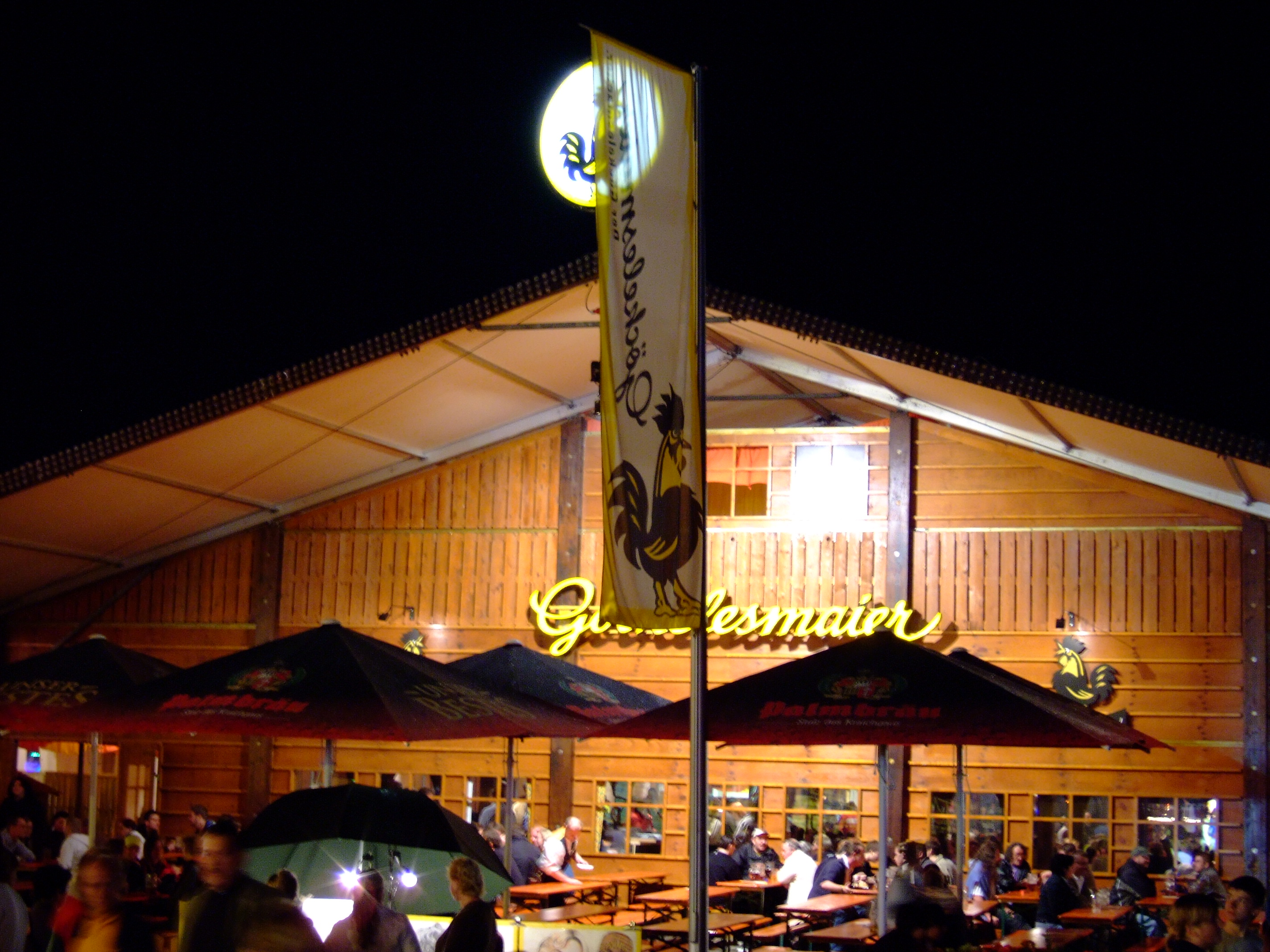
Göckelesmaier-Festzelt
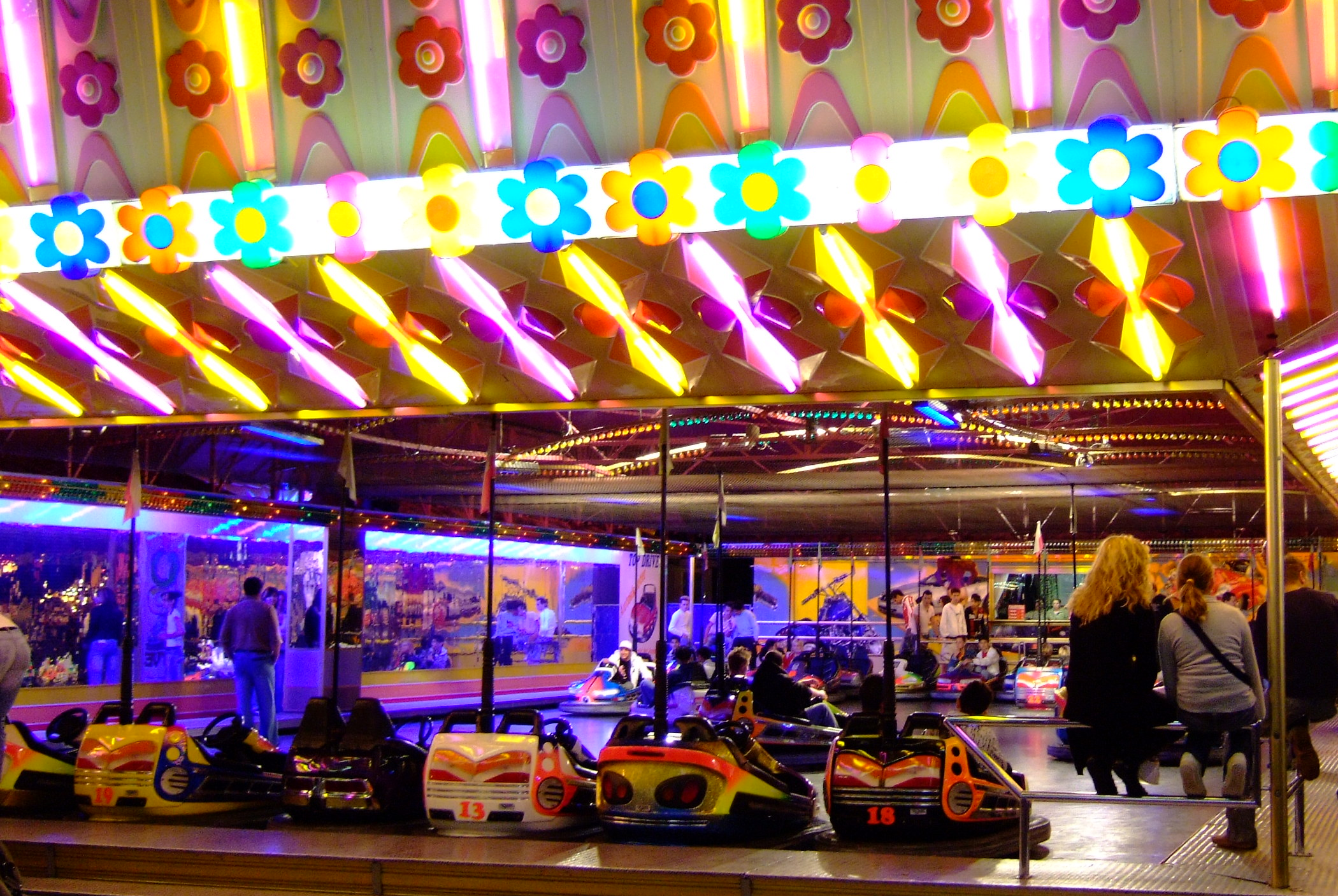
Zahlreiche Fahrgeschäfte für alt …
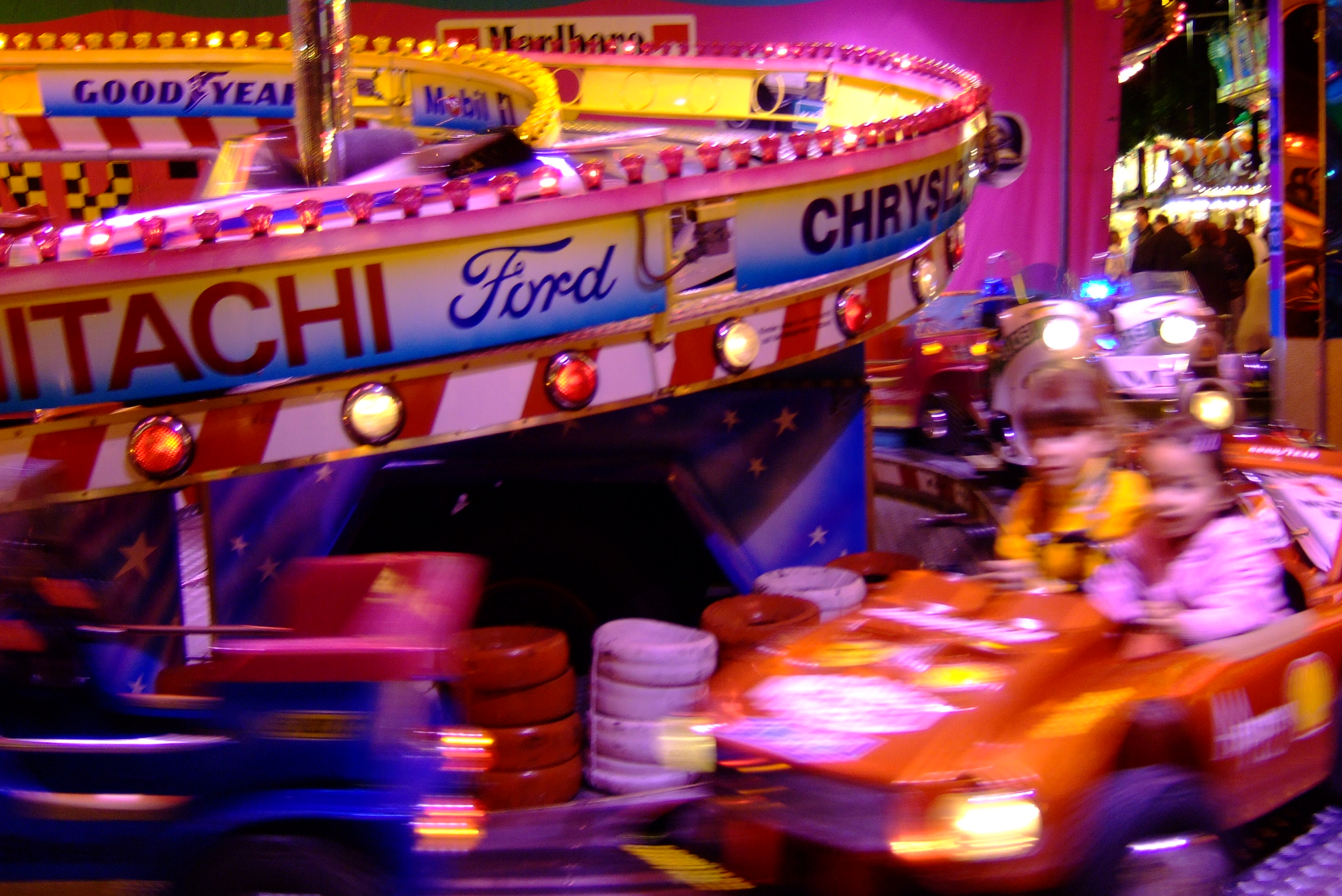
… und jung
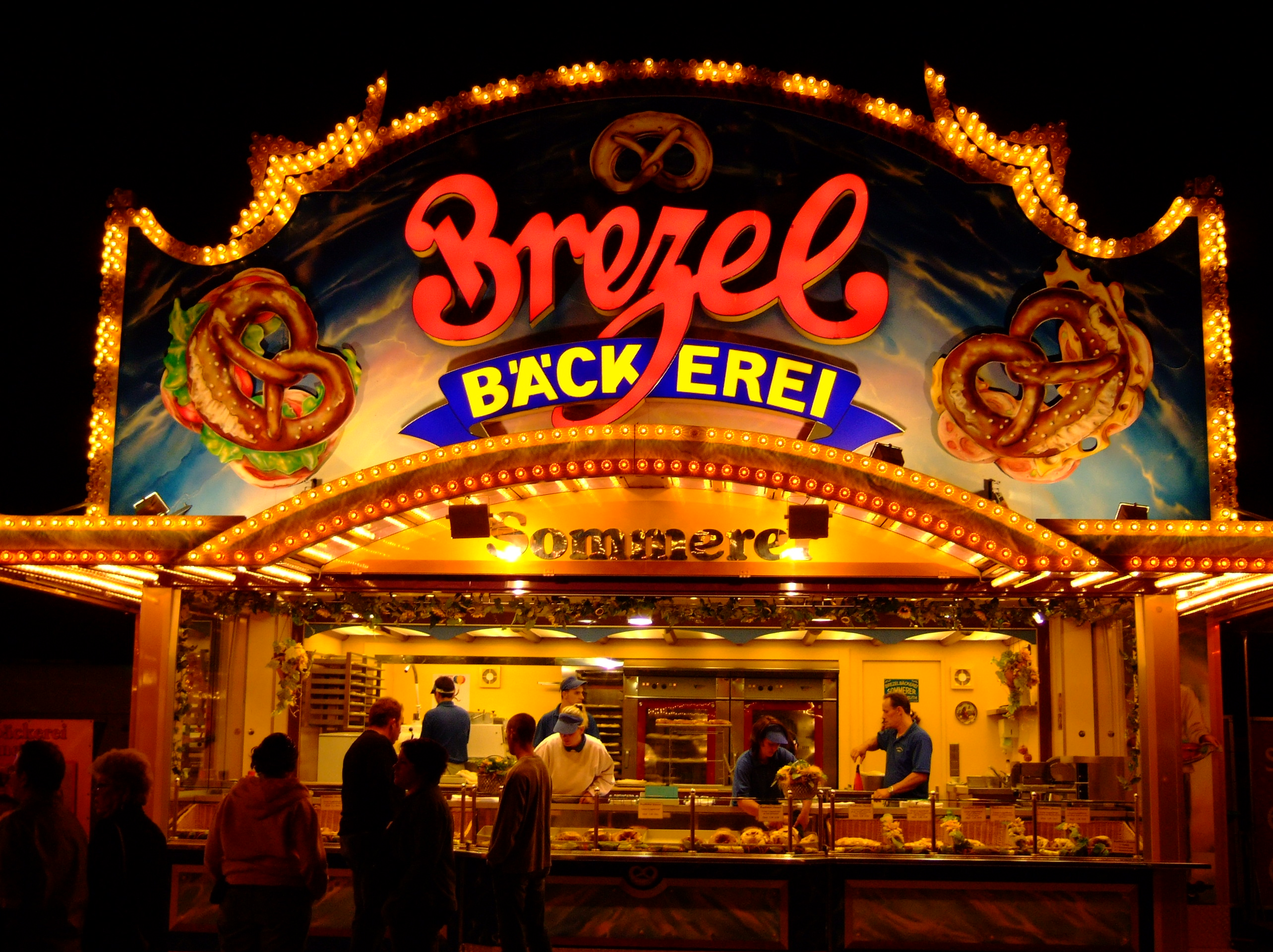
Für Essen und Trinken ist gesorgt